# Scopula obdiscata
Scopula obdiscata är en fjärilsart som beskrevs av Louis Beethoven Prout 1938. Scopula obdiscata ingår i släktet Scopula och familjen mätare. Inga underarter finns listade.